# إثيل لين بيرز
إثيل لين بيرز (بالإنجليزية: Ethel Lynn Beers)‏ (13 يناير 1827، قرية غوشن في الولايات المتحدة - 11 أكتوبر 1879)؛ كاتِبة وشاعرة أمريكية.

## روابط خارجية
- إثيل لين بيرز على موقع الموسوعة البريطانية (الإنجليزية)
- إثيل لين بيرز على موقع ميوزك برينز (الإنجليزية)
- إثيل لين بيرز على موقع ديسكوغز (الإنجليزية)